# Henri Romero
Pour les articles homonymes, voir Romero.
Pas d'image ? Cliquez ici

a Compétitions nationales et continentales officielles uniquement.

b Matchs officiels uniquement.
Henri Romero, né le 21 septembre 1935 à Sigean et mort le 22 novembre 2017 à Monaco, est un joueur de rugby à XV, qui a joué avec l'équipe de France de 1962 à 1963 et avec l'US Montauban, évoluant au poste de troisième ligne centre. Démarcheur au Crédit Agricole à Montauban puis représentant Adidas à Nice.

## Carrière
Il jouait en club avec l'Union sportive montalbanaise de 1955 à 1966, disputant notamment un huitième de finale du championnat contre le SC Graulhet en 1965.
Il signe ensuite au RRC Nice où il évolua de 1966 à 1969, jouant pour l’occasion une dernière saison en première division.
Il a disputé son premier test match le 13 janvier 1962, contre l'équipe d'Écosse, et son dernier test match fut contre l'équipe d'Angleterre, le 23 février 1963.

## Palmarès
- Sélections en équipe nationale : 7
- Sélections par année : 6 en 1962, 1 en 1963
- Tournois des Cinq Nations disputés : 1962, 1963